# Pilotavsnitt
Ett pilotavsnitt är ett slags provavsnitt eller utvärderingsavsnitt av en dramaturgisk TV-serie eller en annan form av TV-programserie. Det består vanligen av det första eller de första sammanhängande avsnitten i serien, men det kan även vara ett förlängt avsnitt som görs till en TV-film.
Vanligtvis granskar TV-bolagen pilotavsnittet innan de bestämmer om det och/eller resten av serien ska visas i etern. Hellenius hörna är ett exempel på en TV-sänd programserie där pilotavsnittet aldrig visades i TV. Om pilotavsnittet har fristående handling, eller om det inte sänds tillsammans med andra avsnitt, kan det även kallas "avsnitt noll" eller "episod noll". Ett exempel på detta är TV-serien Related.
Ibland sänds pilotavsnittet för att TV-bolagen utifrån tittarsiffror och publikreaktioner ska kunna avgöra ifall serien är värd att sända, köpa in eller färdigställa. I sådana fall brukar pilotavsnittet bestå av flera kombinerade normallånga avsnitt. Bagges bagage på TV3 är exempel på en tilltänkt programserie, där enbart pilotavsnittet visats i TV och det inte är beslutat om det blir fler avsnitt.
Det har även hänt att ett tilltänkt pilotavsnitt blivit en fristående TV-film istället. Outlaw Country är ett exempel på detta.
I SVT:s program Komedikväll gjordes ett annorlunda försök. Där visades delar ur flera pilotavsnitt från olika svenska drama- och komediserier för tittarna och därefter fick TV-publiken under direktsändning rösta fram den serie som senare skulle visas i TV, vilket slutligen blev Starke man.

## Bakdörr
Ett pilotavsnitt för en ny TV-serie kan även vara en spinoff från en existerande serie i samma fiktiva universum, därav liknelsen med en bakdörr. En producent kan på så sätt utnyttja sin befintliga plattform innan en separat produktion startas upp. Ett exempel på detta är de två pilotavsnitten för NCIS där Leroy Jethro Gibbs (Mark Harmon) och rollfigurerna kring denne introducerades i ett tvådelat avsnitt som sändes under åttonde säsongen av På heder och samvete våren 2003 innan CBS beställde den första säsongen av NCIS, som därefter började sändas i egen rätt under hösten 2003. På heder och samvete och NCIS skapades båda av Donald P. Bellisario som även var showrunner.